# Bebb and Gould
Pour les articles homonymes, voir Bebb et Gould.

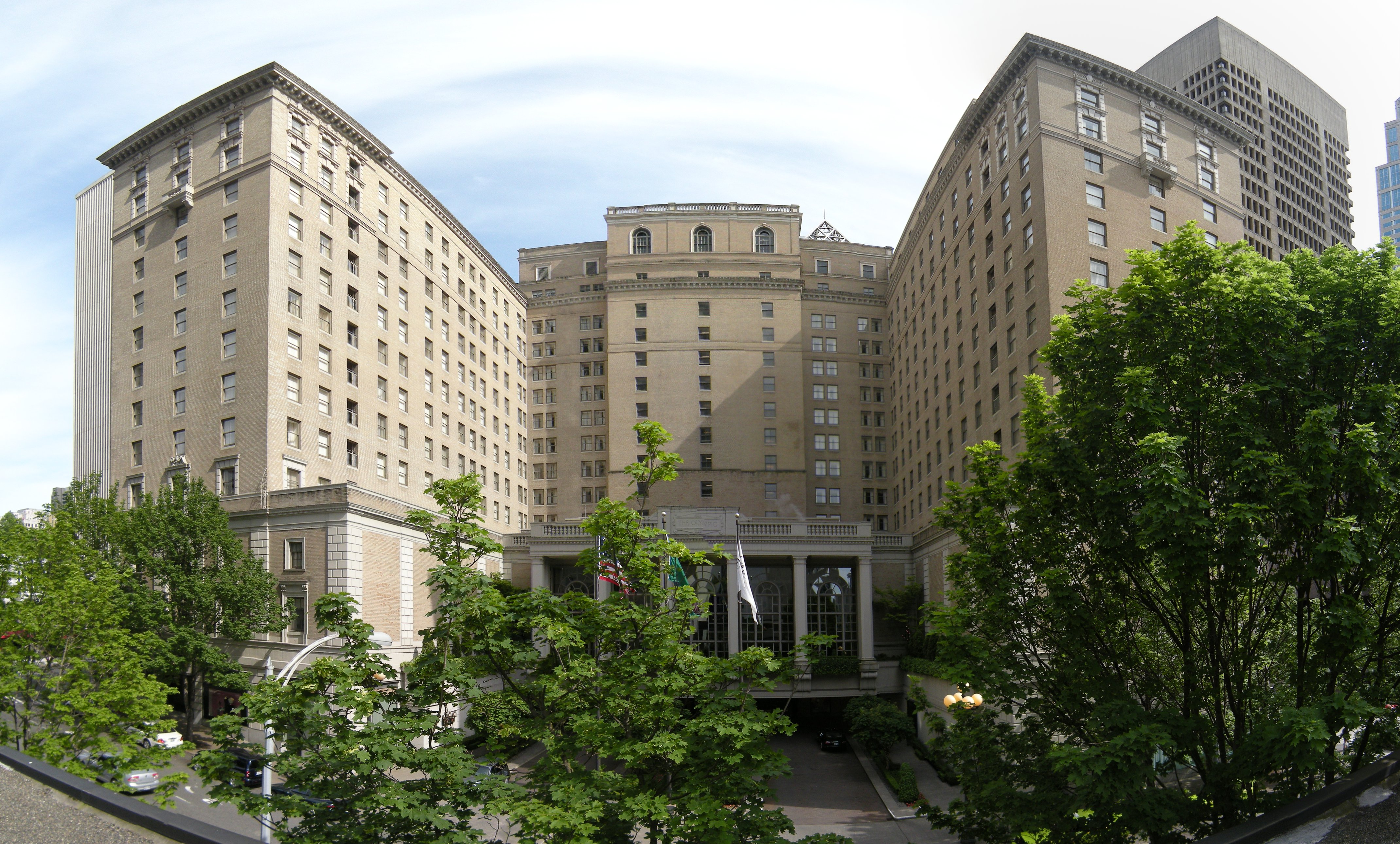
Fairmont Olympic Hotel

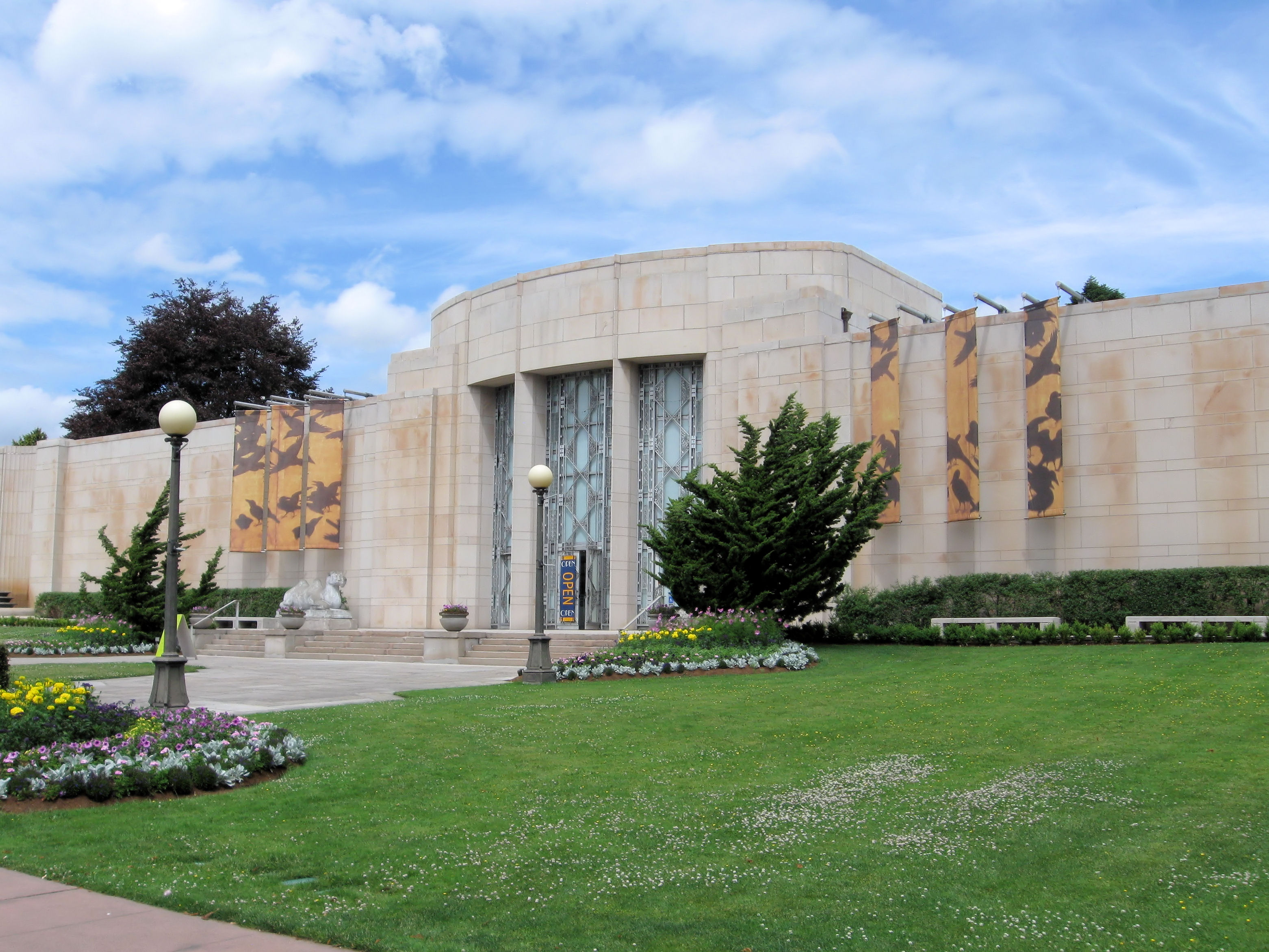
Seattle Asian Art Museum

Bebb and Gould est un partenariat d'architectes composés de Charles Herbert Bebb (en) et Carl Frelinghuysen Gould (en). Le partenariat sera actif à Seattle de 1914 à 1939. 
Ils seront l'instigateurs de la création de plusieurs bâtiments entre autres de l'Université de Washington, Everett Public Library (en), Pacific Tower (en) et le Seattle Asian Art Museum (en).
Plusieurs de ces bâtiments font aujourd'hui parti du Registre national des lieux historiques des États-Unis.